# Bandera de Malta
La bandera de Malta está compuesta por dos franjas verticales del mismo tamaño, blanca al asta y roja al batiente. 
En el cantón (cuadrante superior al asta) figura la Cruz Jorge perfilada en rojo. Esta es una condecoración británica (creada durante el reinado de Jorge VI), formada por una cruz griega de plata con la figura de San Jorge matando un dragón representada en su parte central y rodeada por un listón en el que figura el lema en inglés “For Gallantry” (“al valor”) que señala el motivo por el cual se otorgaba. En la cruz figuran también las iniciales en inglés, “G-VI”, del monarca que la fundó y dio nombre. 
La Cruz Jorge, que sólo había sido concedida de forma individual a personas y nunca colectivamente, les fue otorgada de forma especial a los habitantes y defensores de la isla fortaleza, por su heroico comportamiento durante la II Guerra Mundial y ha quedado incorporada tanto en la bandera como en el escudo nacional de Malta.
Los dos colores (blanco y rojo) que figuran la bandera han sido los de las armas de Malta desde la Edad Media. En un relato tradicional no verificado sobre el origen del escudo, se afirma que este fue entregado a Malta por Roger I de Sicilia en el año 1091.
La actual versión de la bandera se adoptó el 21 de septiembre de 1964.

## Otras banderas nacionales

Pabellón civil. Ratio: 2:3.
Bandera presidencial.

## Banderas históricas

Bandera de Malta (1875-1898)
Bandera de Malta (1898-1923)
Bandera de Malta (1923-1943)
Bandera de Malta (1943-1964)
Estandarte real de Isabel II en Malta (1964-1974)
Bandera del Gobernador de Malta (1875-1898)
Bandera del Gobernador de Malta (1898-1943)
Bandera no oficial de Malta (1943-1964)
Bandera del Gobernador de Malta (1943-1964)